# Mazargues
Mazargues (provenzale Mazargo) è un quartiere di Marsiglia situato nel IX arrondissement.

## Storia
I documenti più antichi riguardanti Mazargues provengono dall'Abbazia di San Vittore a Marsiglia e risalgono al 1096 e al 1113. A quell'epoca, Mazargues non era ancora un villaggio, al massimo un pezzo di terra nel territorio di Saint-Genes (Saint-Giniez). 
Sviluppatosi attorno alla chiesa parrocchiale dedicata a San Rocco, Mazargues è stato per secoli un villaggio a sé stante ed è stato assorbito dal tessuto urbano marsigliese solo nel secondo dopoguerra.

## Monumenti e luoghi d'interesse
- Chiesa di San Rocco
- Obelisco di Mazargues, si trovava originariamente in Place Castellane, dove fu eretto nel 1811 in onore della nascita del figlio di Napoleone Bonaparte. Fu spostato a Mazargues nel 1911 per far posto a una fontana monumentale.